# Хайльман, Джеймс
Джеймс МакДональд Хайльман (англ. James McDonald Heilman по прозвищу Doc James; род. 1979/1980, Норт-Батлфорд, Саскачеван, Канада) — канадский врач скорой помощи.
Википедист, член проекта Википедии WikiProject Medicine, добровольный администратор, был президентом Викимедиа Канады между 2010 и 2013 годами, а также основатель и бывший президент фонда Wiki Project Med Foundation. В июне 2015 года был избран в состав Совета попечителей Фонда Викимедиа и уволен за свою позицию 28 декабря 2015 года.

## Биография
Родился и вырос в канадской сельской провинции Саскачеван. В 2000 году окончил Университет Саскачевана со степенью бакалавра наук в области анатомии; впоследствии получил степень доктора медицины (2003 год).
Работал в госпитале Moose Jaw Union Hospital города Мус-Джо, Саскачеван, до 2010 года. Затем работал в госпитале East Kootenay Regional Hospital в городе Кранбрук, Британская Колумбия, где в 2012 году стал заведующим подразделением медицины катастроф. Джеймс Хайльман является доцентом кафедры экстренной медицины в Университете Британской Колумбии.
Любит бег на сверхмарафонские дистанции и приключенческие гонки. Вместе со своей подругой в 2008 году участвовал в забеге по пустыне Гоби (англ. The 4 Deserts Race Series). Участник Marathon des Sables, Adventure Racing World Series и Saskatchewan Marathon.